# Piazza d'armi

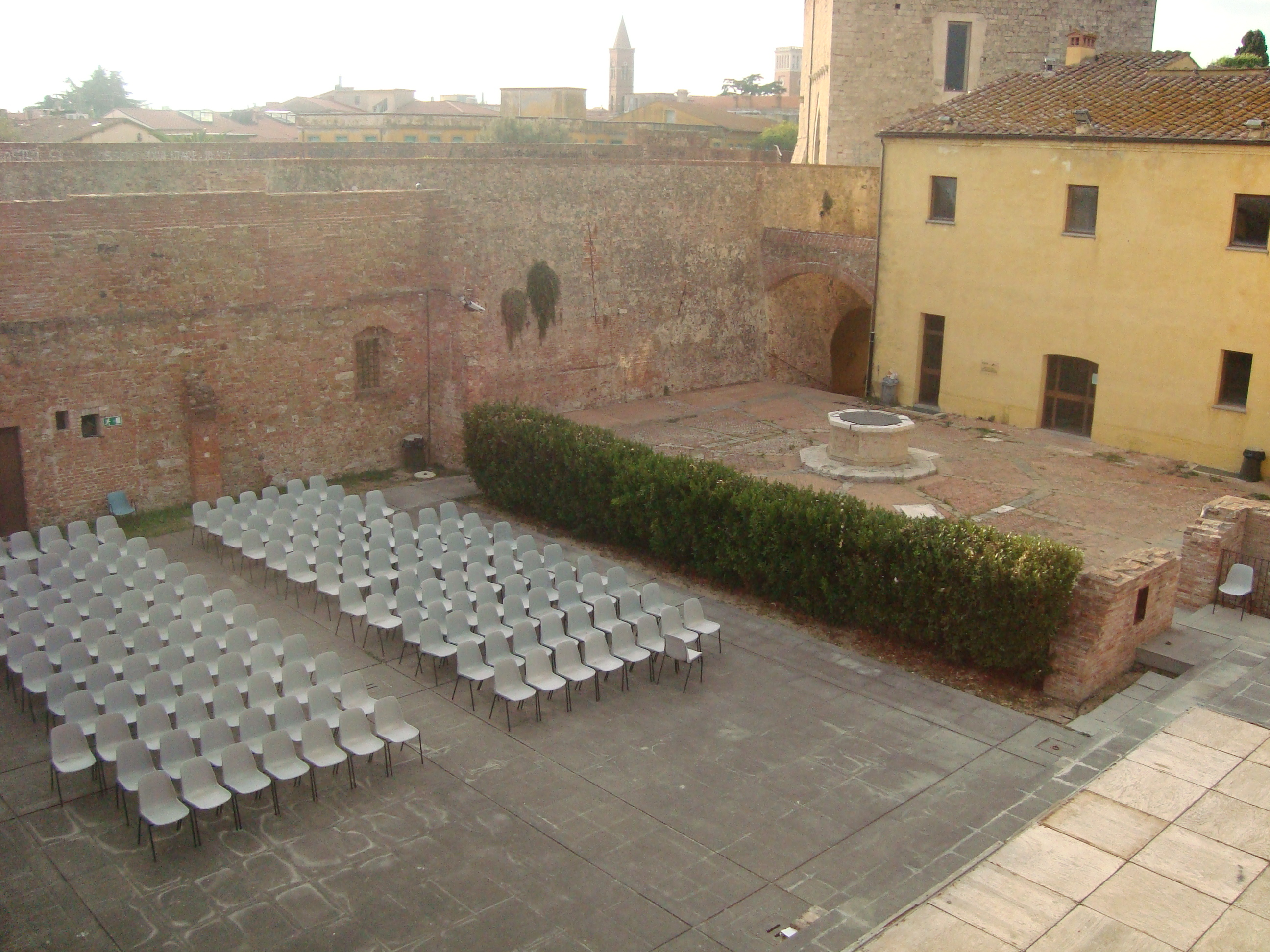
Piazza d'Armi di Grosseto con il pozzo della fortezza e la sezione adibita a teatro

Piazza d'armi identifica i luoghi atti alle esercitazioni militari (come era in epoca romana il campo marzio), alla raccolta di truppe o pezzi d'artiglieria. Più specificamente, indicava la zona posta alla sommità delle torri, delimitate dal parapetto o dalle caditoie se presenti, che percorreva i quattro lati della struttura, all'interno della quale vi trovavano posto le guardie e i pezzi di artiglieria in luogo di difesa.